# Bonnie Annie Laurie
Bonnie Annie Laurie è un film muto del 1918 diretto da Harry Millarde. Si basa sulla canzone Annie Laurie (1838), musica di Lady John Scott, parole di anonimo.

## Trama
In Scozia, all'epoca dalla prima guerra mondiale, Annie Laurie si fidanza con Donald McGregor prima che il giovane parta per la guerra. A casa, Annie scopre sulla riva del mare un uomo ferito di cui si prende cura. Suo padre, teme però che lei si innamori dello straniero, il tenente Hathaway. Guarito, il tenente torna al fronte, dove fa amicizia con Donald. Annie, che si è arruolata come infermiera nella Croce Rossa, vede arrivare un giorno in ospedale i suoi due uomini, entrambi feriti. Benché sia attratta da Hathaway, la giovane donna decide di onorare la promessa fatta a Donald, sposando il fidanzato.

## Produzione
Il film fu prodotto dalla Fox Film Corporation.

## Distribuzione
Il copyright del film, richiesto da William Fox, fu registrato il 1º settembre 1918 con il numero LP12793. Lo stesso giorno, la Fox Film Corporation lo distribuì nelle sale degli Stati Uniti.